# Кириченко Григорій Сергійович
Григорій Сергійович Кириченко (28 вересня 1954, Гераськівка, Марківський район, Ворошиловградська область, Українська РСР, СРСР — 12 травня 2024, Тольятті, Самарська область, РФ) — учасник Афганської війни (1979-1989), учасник Першої чеченської війни, Герой Російської Федерації. Старший технік 1-ї роти 81-го гвардійського мотострілецького полку 90-ї гвардійської танкової дивізії 2-ї гвардійської танкової армії Приволзького військового округу, старший прапорщик. Колаборант рашистів.

## Біографія
Народився 1954 року в Луганській області України. Українець. Після школи до призову до армії працював ливарником.
- 1972 Призваний до Радянської Армії . Термінову службу проходив сержантом у танкових військах у Чехословаччині. Після закінчення термінової служби залишився в армії. Закінчив школу прапорщиків, отримав спеціальність «інструктор з водіння танків».
- 1980-1988 Учасник бойових дій у Демократичній республіці Афганістан. Брав участь у проведенні автоколон з боєприпасами, продовольством.
- 1988-1992 У званні старшого прапорщика продовжував службу в навчальному центрі бойової підготовки, навчав військової справи афганців, зокрема особисту гвардію президента Афганістану Наджибули.
- 1992-1994 Після виведення радянських військ і розпаду СРСР служив в армії Узбекистану. Під час громадянської війни у Таджикистані зі зброєю в руках захищав російське населення. У 1994 році був змушений виїхати до Росії.

З червня 1994 року продовжив службу старшим техніком роти 81-го гвардійського мотострілецького полку 90-ї гвардійської танкової дивізії Приволзького військового округу, розквартированого в селищі Рощинського Волзького району Самарської області. У середині грудня 1994 року полк був направлений на Північний Кавказ .

## Чеченська війна
У ніч на 1 січня 1995 року брав участь у складі полку у штурмі Грозного. Колона, що увійшла до міста, потрапила в засідку. Замикаючою в колоні йшла БМП техдопомоги Кириченко. Кириченко загнав БМП у найближче подвір'я, зайняв місце навідника і самостійно знищив кулеметну точку в будинку навпроти, яка до цього вела інтенсивний вогонь.
Потім завантажив на борт перших п'ятьох поранених, відвіз їх до медсанбату і повернувся в бій. Під вогнем противника зробив кілька рейсів у місто разом із механіком-водієм Юрієм Бажайкіним та сержантом-медиком Віктором. У десантному відсіку БМП вивіз загалом 68 поранених солдатів і офіцерів свого полку та 131-ї Майкопської бригади, у тому числі тяжко пораненого командира полку полковника Ярославцева. За наказом виконувача обов'язків командира полку підполковника Станкевича І. проводив колони до Палацу. Крім того, екіпаж вивіз з поля бою 28 загиблих бійців та офіцерів.
2 січня був тяжко поранений у руку і потрапив до медсанбату. При цьому БМП, на якій його доставили до позицій федеральних сил, по дорозі назад згоріла. Можливо тому він був представлений до присвоєння звання Герой Російської Федерації посмертно.
З 1996 року старший прапорщик Кириченка у відставці. Одружений. Дві дорослі дочки. Проживає у Самарській області.

## Нагороди
Тоді, коли Р. З. Кириченко перебував у шпиталі, на Алеї Слави кладовища у селищі Рощинський було встановлено мармурову плиту.
Указом Президента Російської Федерації від 21 червня 1995 року старшому прапорщику Кириченко Григорію Сергійовичу присвоєно звання Героя Російської Федерації.
Взимку 1996 року у Кремлі Президент Росії Б. Єльцин вручив нагороду Г. Кириченку.